# Polly Cuninghame
Marie Polly Cuninghame (±1785 - 1837) na haar huwelijk bekend als Polly de Heus, was een Nederlands balletdanseres. Na een balletopleiding in Bordeaux heeft ze (kort) gedanst in Parijs en in Brussel. Daarna kwam ze onder contract bij de Stadsschouwburg van Amsterdam. Hier heeft ze van 1801 tot 1823 gedanst. Dit betekende een grote bloeitijd van het Amsterdamse ballet. 
In 1807 trouwde ze met een 20 jaar oudere weduwnaar en fabrikant, Hendricus de Heus.  